# 維克 (阿肯色州)
維克（英語：Sumpter）是位於美國阿肯色州布拉德利縣的一個非建制地區。該地的面積和人口皆未知。

## 地理
維克的座標為33°19′43″N 92°06′20″W / 33.32861°N 92.10556°W，而該地的平均海拔高度為45米（即148英尺）。